# Windpark Stötten
Der Windpark Stötten ist ein Windpark nördlich von Stötten, einem Stadtteil von Geislingen an der Steige in Baden-Württemberg. Unweit des Windparks steht der Fernmeldeturm Schnittlingen.

## Technik
Der Windpark Stötten besteht gegenwärtig aus elf Windkraftanlagen verschiedener Hersteller und Baujahre und kann somit als gewachsener Windpark betrachtet werden. Zum Einsatz kommen überwiegend Anlagen des dänischen Herstellers Vestas, nämlich die Typen V44 (Nabenhöhe 53 m, Nennleistung 660 kw), V52 (Nabenhöhe 74 m, Nennleistung 850 kW) und V90 (Nabenhöhe 105 m, Nennleistung 2 MW), S&G Engineering SG750.54 (Nabenhöhe 73 m), Nennleistung 750 kW, aber auch ein Exemplar des Typs DeWind D6/62 (Nennleistung 1 MW).
2011 wurde im Windpark der Prototyp der Schuler SDD 100 errichtet. Diese getriebelose Anlage mit Direktantrieb, einem Rotordurchmesser von 100 m, und einer Nennleistung von 2,7 MW sollte den Einstieg des Göppinger Unternehmens Schuler in die Windenergie-Branche markieren. Aufgrund der veränderten Marktsituation verzichtete die Firma im Jahr 2012 jedoch auf ein weiteres Engagement in diesem Bereich und verkaufte die Lizenzen für die SDD 100 an ein Ingenieurbüro in Bayern.

## Geschichte
Der 734 m hohe Stöttener Berg am Nordrand der Schwäbischen Alb kann als einer der traditionsreichsten Standorte der Windenergie in Deutschland überhaupt betrachtet werden. Im Jahr 1956 begann der deutsch-österreichische Windkraft-Pionier Ulrich W. Hütter an diesem günstig gelegenen Standort mit dem Aufbau eines Testfelds für Windkraftanlagen. Im September 1957 ging auf dem Stöttener Berg der von Hütter konstruierte Prototyp der Anlage StGW-34 in Betrieb. Diese wurde durch die Allgaier Werke in Serie gebaut und gilt als "Urahn" aller modernen Windkraftanlagen. Betreiber des Windenergie-Testfelds, das heute noch besteht und mittlerweile nach seinem Gründer den Namen Windtestfeld Ulrich Hütter trägt, ist das Institut für Flugzeugbau der Universität Stuttgart. Neben kleineren experimentellen Windkraftanlagen befindet sich hier auch ein Windmessmast.
1984 wurde neben den Fernmeldeturm Schnittlingen eine weitere Testwindkraftanlage des Typs Debra 25 errichtet, 2002 wurde sie durch die Dewind D6/62 ersetzt.
Kommerziell für die Stromerzeugung aus Windenergie wird der Standort seit 1997 genutzt. In zwei Bauabschnitten errichtete dann die in Stuttgart ansässige Megawatt GmbH in den Jahren 2001/2002 und 2006 insgesamt sechs Windkraftanlagen des Herstellers Vestas. 2011 gesellte sich zu diesen Anlagen schließlich die erste (und im Nachhinein einzige) Windkraftanlage des Pressenherstellers Schuler aus Göppingen, der ursprünglich einen Einstieg in diese Branche geplant hatte. Projektiert und errichtet wurde diese von dem weltweit tätigen Unternehmen wpd. Die Einweihung am 9. September 2011 erfolgte durch den baden-württembergischen Ministerpräsidenten Winfried Kretschmann.
2023 wurde der Windpark mit 2 S&G Engineering SG750.54 erweitert, diese Anlagen stehen zwischen zwei Windmessgeräten. Die Anlagen gehören deshalb zum neuen Windtestfeld WINSENT (Wind Science and Engineering Test Site in Complex Terrain). Das erste Windtestfeld in bergigen Terrain.